# Kościół św. Marii Magdaleny w Rozogach
Kościół świętej Marii Magdaleny – rzymskokatolicki kościół parafialny należący do dekanatu Rozogi archidiecezji warmińskiej. Dekanalne Sanktuarium Matki Boskiej Fatimskiej erygowane przez abp. Edmunda Piszcza 25 kwietnia 1997 roku.
Budowa świątyni została rozpoczęta w dniu 12 września 1882 roku, natomiast poświęcona została w dniu 15 grudnia 1885 roku. Świątynia służyła gminie ewangelickiej do 1974 roku. W 1977 roku została kupiona przez katolików. W dniu 22 lipca 1977 roku, biskup warmiński Józef Drzazga poświęcił kościół pod wezwaniem św. Marii Magdaleny, natomiast w dniu 29 czerwca 1982 roku została erygowana przy nim samodzielna parafia. W 1999 roku w świątyni został przeprowadzony gruntowny remont, natomiast w 2000 roku zostało przebudowane prezbiterium i zostało zagospodarowane otoczenie.
Jest to kościół reprezentujący styl neogotycki, wzniesiony z żółtej cegły dziurawki. Fundamenty zostały wykonane z kamienia ciosanego o grubości 70 centymetrów. Mury posiadają skarpy dwuschodkowe. Całość jest nakryta dwuspadowym dachem wykonanym z łupku. Od strony zachodniej jest umieszczona smukła wieża, wybudowana na planie kwadratu. Jej dach został wykonany w kształcie ośmiokątnego ostrosłupa, pokrytego łupkiem, a zwieńczonego kulą i krzyżem. W trzech ścianach wieży na wysokości dachu kościoła zostały umieszczone tarcze zegarowe. Po przeciwległej stronie znajduje się prezbiterium, które posiada formę pięciokątnej apsydy. Prezbiterium wewnątrz jest nakryte półkolistym sklepieniem ceglanym, z kolei wieża na wysokości chóru jest nakryta sklepieniem krzyżowym. Okna w ścianach bocznych kościoła, w dolnej części małe a w górnej większe, mają formę neogotycką. Konstrukcją nośną nawy środkowej są słupy drewniane, na których jest oparta więźba dachowa. Balkony boczne oraz strop zostały wykonane także z drewna. Zostały przy tym wykorzystane strugane belki i deski. Trzy duże i dwa małe okna w prezbiterium były ozdobione witrażami; do dziś zachowały się one tylko w małych oknach z lewej i prawej strony oraz w dużym pośrodku.